# 那珂湊反射炉
那珂湊反射炉（なかみなとはんしゃろ）は、茨城県ひたちなか市栄町一丁目に存在した水戸藩の反射炉。海防のための鉄製大砲の鋳造を目的に、徳川斉昭が江戸幕府から多額の資金を借りて建設したもので、安政2年（1855年）に第一炉、安政4年（1857年）に第二炉が完成した。ここで鋳造された大砲はおよそ20門に及び、各地の台場に据え付けられた。
反射炉として十分に稼働できないまま天狗党の乱で破壊されてしまったが、釜石鉱山・橋野高炉を開発する直接の契機となったことから、多くの研究者は、日本の製鉄業の端緒を開いたことに意義を見い出している。

## 反射炉建設に至る背景
那珂湊（江戸時代は常陸国那珂郡湊村、後に那珂湊市）は東廻り航路の寄港地として、また常陸・下野の物資の集散地として水戸藩領内では繁華な地であった。このため、藩は初代徳川頼房の頃から湊村を中心とした海防に力を入れており、2代徳川光圀は湊村日和山に異国船番所を置いた。文政年間（1818年 - 1831年）にはたびたび異国船が常陸国沖合に現れた。警戒を強める藩に対し、沿岸漁民は好奇心旺盛で、船に乗り込んではチェスの駒やナイフ、瓶詰のマスタードなどをもらって帰ってきた。郷士格を持つ堀川興のように、藩の許可なく異国人と筆談したとして処分を受けた村人もいた。
文政12年（1829年）、徳川斉昭が9代藩主に就任し、藩政改革に乗り出した。斉昭は海防意識が高く、助川海防城を築いて山野辺義観を海防総司に任じた。天保12年（1841年）には水戸城下の神崎に鋳砲所を建設し、助右衛門らに口径20 cm以上級の青銅製の大砲を約300門造らせた。原料の青銅は藩領内の寺社からほぼ強制的に供出させたため寺社の不興を買うこととなり、反斉昭派の勢力と結び付いて斉昭は一時謹慎を命じられたが、嘉永2年（1849年）に藩政への参与が許され、嘉永6年（1853年）の黒船来航後、海防参与に任命されて幕政にも参画するようになった。
この間、嘉永4年（1851年）に薩摩藩が反射炉の建設に乗り出すことを斉昭は知った。当時、水戸藩領内の銅が不足していたこと、鉄製大砲の性能が優れているという情報を得たこと、薩摩藩主の島津斉彬とは親しい間柄であったことから、斉昭は嘉永5年（1852年）に大工の飛田与七を鹿児島に送り、鉄製大砲の鋳造技術を学ばせることにした。飛田は鹿児島で、後に水戸藩へ派遣される技術者の竹下清右衛門の下で反射炉について学んだものと見られる。

## 第一炉の建設

### 資金・人材の調達
安政元年3月（1854年3月 - 4月）、水戸藩は鉄製大砲の製造のために反射炉を建設する資金として1万両の借り入れを江戸幕府に申し入れた。その頃幕府は品川に台場を建設していたが、肝心の大砲は、韮山反射炉の完成が見通せず、佐賀藩に発注している状態であった。受注した佐賀藩も多布施反射炉が完成したばかりで未だ軌道に乗っておらず、大砲の完成時期は不透明であった。そこで幕府は、水戸藩にも造らせてみようと考え、申し出からわずか1か月後に1万両を貸し付けた。
斉昭は幕府から借り入れる際に、借りた分は大砲にして返し、事業が失敗に終わった場合は自らの隠居米から年賦で返すという提案を行っているように、反射炉建設に熱意を持っていた。しかし、先行して反射炉を建設していた佐賀藩や薩摩藩のように差し迫った事情がなく、財政難に加え、斉昭の思い入れだけで進められたことから、藩の役人の建設意欲は低かった。その上、斉昭の洋学軽視の影響で藩内に反射炉の知識を持つ人材がおらず、他藩から指導に来てもらう必要があった。
まず、斉昭が重用していた藤田東湖と交遊のあった三春藩士の熊田嘉膳（熊田嘉門）を招き、熊田は大島高任と竹下清右衛門を仲介した。大島は盛岡藩で御鉄砲役を務めていた人物で、蘭学を修め、書物から得た知識が豊富であった。竹下は薩摩藩の鋳砲技術者であり、反射炉の築造にも関わった経験を持っていた。3人は安政元年5月7日（1854年6月2日）に江戸・小石川の水戸藩邸で東湖と面会し、5月12日（6月7日）に水戸へ出立した。この時竹下は鹿児島から煉瓦（れんが）職人の福井仙吉を伴っており、鹿児島に派遣されていた飛田与七も帯同した。

### 建設地と材料の選定
人材のめどがつくと、反射炉の建設地の議論が行われ、藩領の水戸か江戸郊外の王子滝野川かで意見が割れた。大島は王子滝野川を推したが、最終的に水戸に近い那珂湊が建設地に選ばれた。那珂湊の中では、太平洋岸に近く、遠方からでも目立つ丘の上という反射炉の建設地には一見不向きな場所（吾妻台）が選定された。
そして反射炉の高温に耐える耐火煉瓦の材料探しが為され、下野国那須郡小砂村（現・栃木県那須郡那珂川町小砂）の粘土が最良との結論に至った。鉄を溶かす燃料の石炭は助川海岸から採取しようとしたが、品質に優れなかったため、灯火用のガスの採取に切り替えた。

### 着工から竣工へ

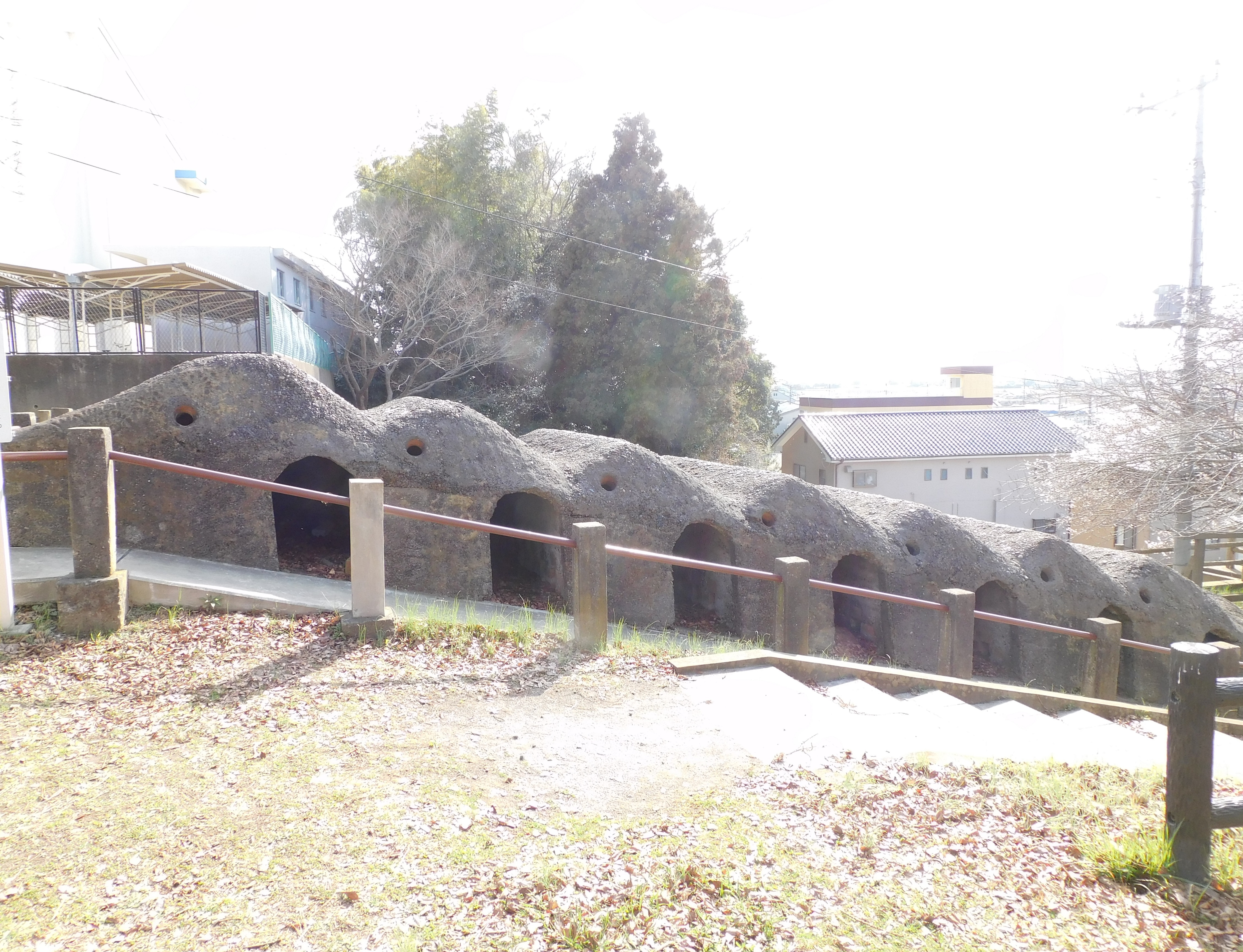
那珂湊反射炉の煉瓦窯（復元）

材料探しと並行して、安政元年8月22日（1854年10月23日）に地鎮祭を行って、反射炉の基礎工事に着手した。建設地の吾妻台はもともと地盤が強固であったが、大島は藩の役人や工事に関わった人夫が不審・不満を抱くほど入念な基礎工事を指示し、基礎工だけで4か月を消費した。10月（11月 - 12月）には官舎が完成し、大島や佐久間貞介（水戸藩の現地責任者）はここに住み込み、業務を遂行した。
同月、吾妻台に煉瓦を焼く陶釜が築かれた。この煉瓦は、小砂村の土に下野国塩谷郡の寺山白土、常陸国茨城郡の笠原土、久慈郡の諸沢村火打石を混ぜ、型に押し付けて焼いたもので、吾妻台や関戸で生産した。吾妻台では、竹下が連れてきた福井仙吉が煉瓦作りに尽力した。
安政2年1月20日（1855年3月8日）より反射炉に煉瓦を積み上げる工事を開始し、9月に完了、煙突工事に着手した。並行して大砲の鋳型や鉄材の購入が計画された。10月2日（11月11日）夜、安政江戸地震に見舞われたものの、反射炉は無事であった。しかし、江戸の藩邸ではこの地震で、反射炉の推進派であった藤田東湖が圧死した。11月26日（1856年1月3日）、水戸藩の重臣が見守る中、炉に火入れを行い、ここに第一炉が完成した。工事中、湊村の村人には何を建設しているのかは秘匿されていたため、村人は海防に備えた見張り櫓を建設しているものと思っていた。

### 大砲の鋳造
安政2年11月26日の火入れの時点では、煉瓦の積み残しがあるなど炉は完全な状態ではなく、安政3年1月22日（1856年2月27日）に反射炉に鉱物を投入する窓の鉄蓋の改鋳作業をもって、工事は終了した。2月3日（3月9日）に1回目の鉄の試溶を行い、5回目の溶解でモルチール砲1門が鋳造された。砲身をくり抜く作業を行った後、7月28日（8月28日）に6発の試射を実施したが、途中で薬室にひび割れが生じ、5発が内部で砕け散るという失敗に終わった。5月18日（6月20日）の6回目の溶解でできた大砲は鋳巣（空隙）のある不良品で試射は見送られ、8月1日（8月30日）の8回目の溶解でできた大砲は、9月26日（10月24日）の試射で左右の銃耳が折れてしまったが、そのまま幕府に納めた。8月25日（9月23日）に襲来した台風で煙突が折れたため、安政3年の操業は以上8回で終了し、大砲3門を鋳造、うち「製品」となったのは1門という稼動成績であった。折れた煙突は11月15日（12月12日）に修理が完了した。
この間、砲身加工に使う水車場の建設が、那珂湊の北西に1.5 km離れた柳沢村（現・ひたちなか市柳沢）で進み、6月16日（7月17日）に完成した。大島高任と折り合いの悪かった竹下清右衛門は、水車場ができるとそこに移り、自身の得意とする機械加工の業務に従事した。水車場および隣接する錐入場（錐鑽機を設置）の施設自体は整ったが、そこで使う中丸川の水は農業用水との兼用であったため、3月初めから夏の土用までは使用制限がかかり、砲身加工の作業能率は悪かった。
また大島は良質の鉄を得るため、盛岡藩領の釜石に高炉を建設すべく、8月14日（9月12日）に水戸藩から「百日の御暇」をもらって釜石へ旅立った。これ以降の大砲の鋳造や試射は竹下らが中心となって進めた。

## 第二炉の建設と崩壊

### 建設から鋳造の中断まで

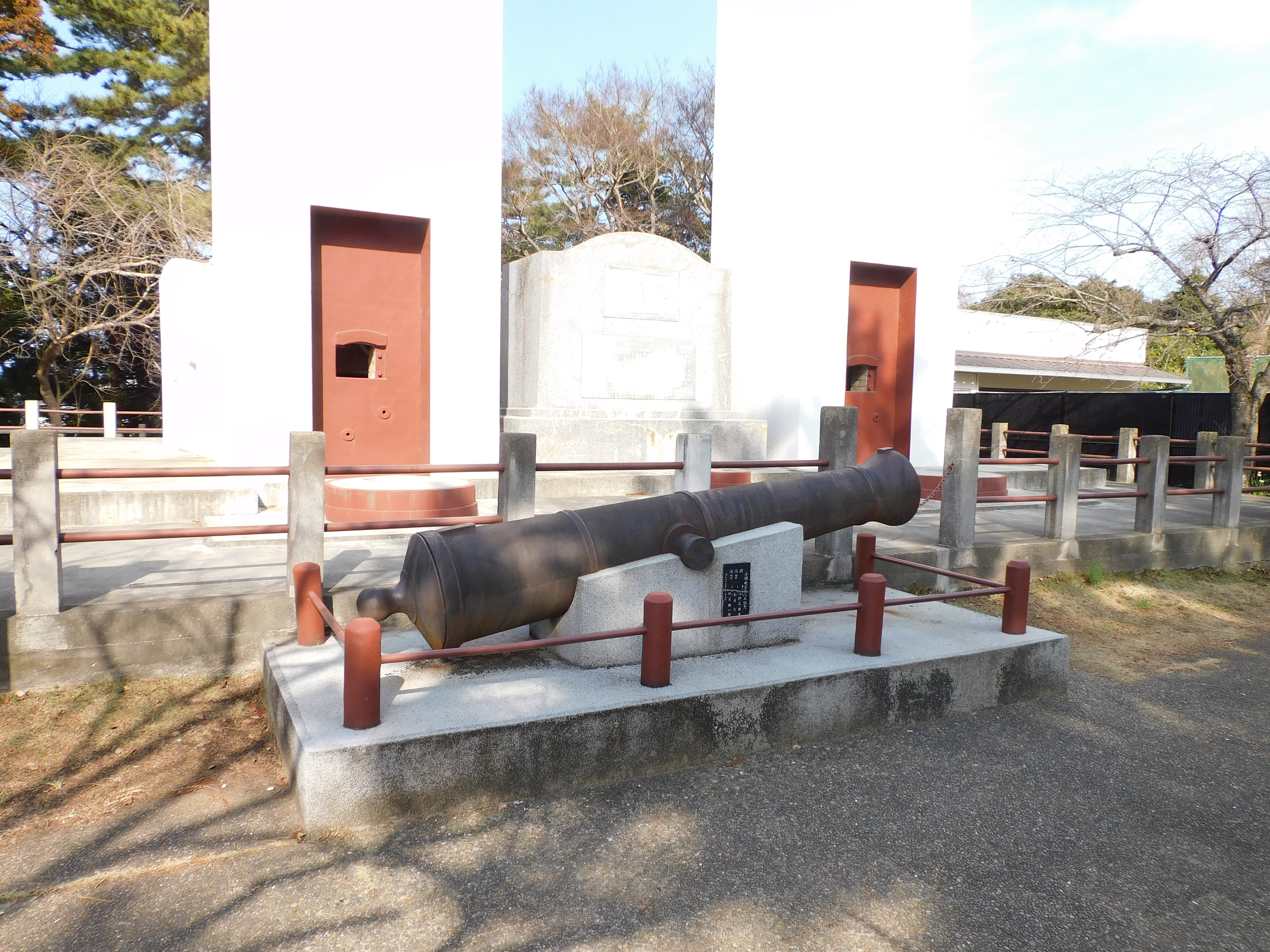
那珂湊反射炉で鋳造された大砲を復元した模型

第一炉の煙突が折れて以降、反射炉での大砲鋳造は滞り、藩の軍事訓練場である神勢館（現・水戸市若宮二丁目）に設置された大砲製造所で銅製大砲を鋳造していた。この件に竹下清右衛門は「あてつけがましい」、「鉄山を開く資金に使うべき」と怒りをあらわにした。
1つの炉では大型の大砲を鋳造することが不可能であるため、第二炉の建設が計画されたが、資金調達に苦労し、安政4年2月（1857年2月 - 3月）に斉昭から内帑金（ないどきん）が下賜されて基礎工事が始まった。12月晦日（1858年2月13日）に漆喰を塗り上げて完成し、安政5年1月14日（2月27日）に火入れを行った。第二炉は第一炉と同型ながら、火回りを改良したもので、第一炉の東に置かれた。2つの炉の建設に使用された煉瓦は4万枚に及んだ。
2月11日（3月25日）にモルチール砲3門を同時に、3月16日（4月29日）にはカノン砲1門を鋳込み、3月19日（5月2日）にこれらを柳沢の水車場へ運び、中をくり抜く作業を行った。これまでの原料はたたら製鉄による砂鉄銑であったが、4月27日（6月8日）に大島高任が釜石の大橋高炉で製造に成功した高炉銑鉄（柔鉄）が那珂湊に届き、5月23日（7月3日）より大砲の鋳造が始まった。7月6日（8月14日）、高炉銑鉄を使った大砲鋳造の成功と反射炉事業の前途を祝して酒宴が開かれた。しかしその宴席に斉昭の謹慎処分の報が届き、宴は直ちに散会し、反射炉の稼働もしばし中断となった。
安政6年1月（1859年2月 - 3月）、熊田嘉膳・大島高任・竹下清右衛門の3人がそれぞれ帰藩した。3人は技術者として水戸藩に招かれたにもかかわらず、斉昭は洋学（蘭学）を軽視・蔑視していたため、終始冷遇された。また3人の役割分担を明確にせず、全員を対等な立場で招いたため、指揮命令系統が混乱した上、性格の違う3人は反目し合い、藩と3人の間の関係を取り持った佐久間貞介が書き残した『反射炉製造秘記』には、その苦労が窺える記述がある。大島らは第十炉まで建設する目標を持っていたが、実現したのは第二炉までであった。

### 鋳造再開から天狗党の乱まで
文久2年12月（1863年1月 - 2月）、飛田与七が中心となって反射炉の稼働が再開した。最初は失敗したが、12月28日（2月16日）にカノン砲の鋳造に成功、文久3年3月7日（1863年4月24日）に幕府へ納めた。飛田は炉の底に鋳物砂を敷いて嵩上げする、溶解した鉄を鋳型に流すための丸太の樋（とい）を作るなど、反射炉に改良を行った。
順調な再開を迎えた反射炉であったが、元治元年2月（1864年3月 - 4月）のカノン砲数門の鋳込みを最後に、同年3月27日（5月2日）に天狗党（尊王攘夷派）が筑波山で挙兵し、天狗党の乱が開幕した。その波は8月16日（9月16日）に那珂湊に達し、2か月に及ぶ攻防戦の末、天狗党の乱最大の激戦地となった那珂湊は、民家、社寺、その他大半を失う大打撃を被った。この結果、反射炉の煙突は大破、水車場は焼失し、反射炉の歴史はこれにて閉じられた。天狗党を率いたのは、藤田東湖の四男・小四郎であり、皮肉にも父が建設に力を尽くした反射炉を息子が破壊する結果となった。反射炉に関わった人々の多くは尊王攘夷派であったので、自刃や獄死など無惨な死を遂げる者が多かった。大砲を江戸に届けに行っていて留守にしていた飛田も捕らえられ入牢したが、職人としての能力が認められて銭座での仕事を申し渡され、出獄した。しかし、反射炉を失ったショックが大きく、仕事は手に付かず、明治2年（1869年）に37歳の若さで亡くなった。
水戸藩が鋳造した鉄製大砲の数は、断片的な記録しか残っていないため、正確には分からない。28門以上という説もあるが、佐藤和賀子は多く見積もっても15門前後とし、両者の中間をとった約20門とする資料もある。いずれにせよ、鉄製大砲で先行していた佐賀藩や薩摩藩には、量的にも質的にも遠く及ばなかった。

## その後

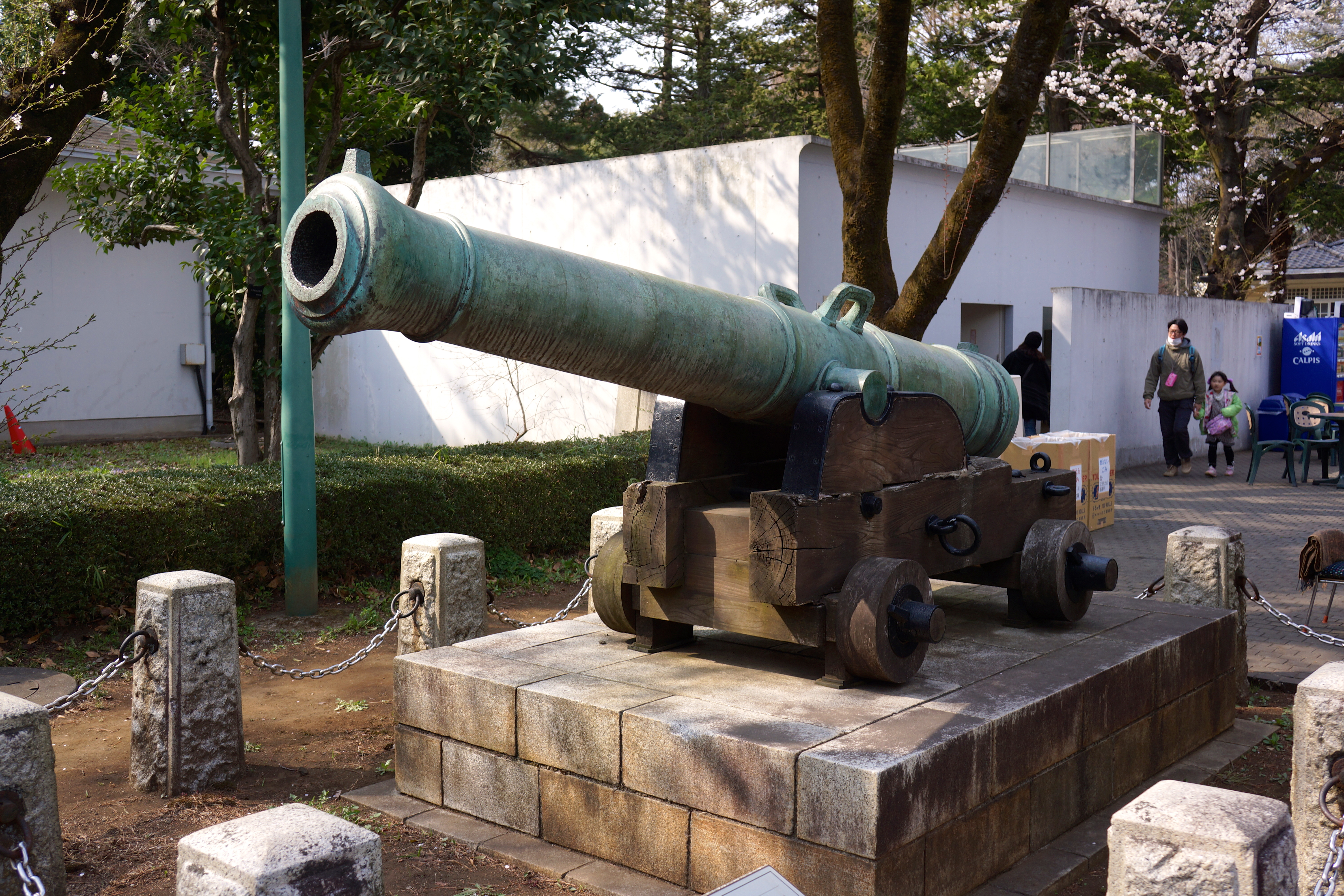
江戸東京たてもの園に残る午砲

那珂湊反射炉の事業を終え、それぞれの藩へ戻った熊田嘉膳・竹下清右衛門・大島高任の3人は、それぞれの道を歩んだ。熊田は藩校の教師となり、明治維新以後は小学校・中学校の校長を務めるなど教育畑を進み、竹下は集成館の掛員を命じられ、維新後は東京砲兵工廠・大阪砲兵工廠に勤めるなど、技術者として生涯を終えた。
最も活躍したのは大島で、鉄鉱山吟味役や箱館奉行所勤務を経て明治政府に出仕し、岩倉使節団に随行してフライベルク鉱山大学（現・フライベルク工科大学）で学び、帰国後は工部省に入り各地の採鉱事業を指揮した。晩年はブドウ苗を輸入して那須野が原でブドウ園を開き、「那須野葡萄酒」を醸造した。大島のブドウ園や醸造器具は高田慎蔵が引き継いだ。大島の息子・道太郎は官営八幡製鐵所の初代技監として製鉄所の創業に尽力した。
那珂湊反射炉に鉄を供給するために開発された釜石鉱山・橋野高炉は、官営釜石製鉄所（現・日本製鉄東日本製鉄所釜石地区）の設置につながり、釜石を「鉄の町」にするきっかけを作ったため、那珂湊反射炉の最大の意義を「釜石開発の契機をなし、日本の製鉄業の端緒を開いた」ことに求める研究者が多い。橋野高炉跡は「明治日本の産業革命遺産 製鉄・製鋼、造船、石炭産業」の一部として2015年（平成27年）7月5日に世界遺産に登録された。
飛田与七の子孫は、代々与七の生家と与七の残した反射炉の図面、反射炉に使われた煉瓦を継承していた。反射炉の図面は、1990年（平成2年）に那珂湊市史編纂室（那珂湊図書館内）に寄贈され、後に茨城県及びひたちなか市の文化財に指定された。
反射炉に使う煉瓦の原料を採取した小砂村では、大金彦三郎が陶窯を作り、小砂焼の産地となった。
那珂湊反射炉で鋳造したものではないが、水戸藩が製造し幕府に献上した青銅砲が東京都小金井市の江戸東京たてもの園に現存する。明治4年9月（1871年10月）から1920年（大正9年）まで正午を告げる午砲として利用され、東京市民から「ドン」の愛称で親しまれた。

### 反射炉跡

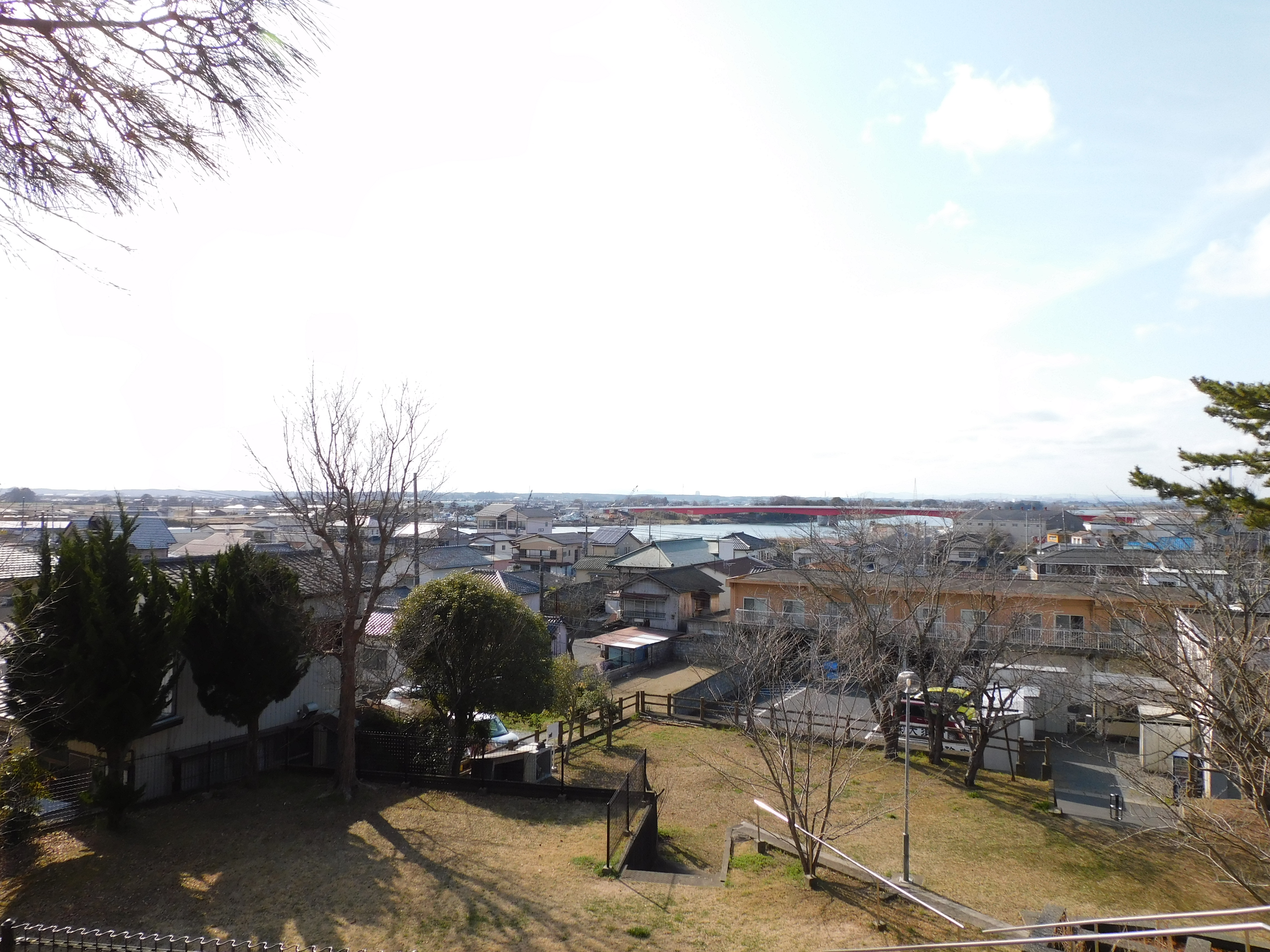
反射炉跡にある、あづまが丘公園と那珂湊の街並み

反射炉は天狗党の乱で破壊されたが、1882年（明治15年）頃に民間へ払い下げられるまで、現地に残っていた。その後は完全に取り壊され、畑に変化し、一部は茨城県立湊商業学校（現・茨城県立那珂湊高等学校）の敷地に、残りは陸軍省の土地となった。
1936年（昭和11年）、那珂湊商業学校の英語教師・関一は、那珂湊反射炉に関する最初の専門書『烈公の国防と反射炉』を上梓した。『烈公の国防と反射炉』は特に那珂湊の人物である飛田与七について詳述した資料的価値の高い著作であるが、軍国主義の時代を反映し、国防意識を喚起する啓蒙書としての性格を帯びていたため、水戸藩に招かれた3人の技術者のいざこざには全く言及せず、福井仙吉の失職と復帰をめぐる友情物語（後述）を美談として掲載している。
1937年（昭和12年）12月、陸軍省から土地を購入し、那珂湊出身の弁護士・深作貞治（1888年 - 1958年）が私財を投じて吾妻台に反射炉の実物大模型を建設した。模型には那珂湊反射炉で実際に使われた煉瓦が再利用された。反射炉の2つの煙突の間には、東郷平八郎の絶筆である「護国」の字が刻まれた碑が立てられた。平八郎の甥である東郷吉太郎が反射炉研究家であったことが縁となったものである。また関は、模型完成を記念して「反射炉与七の唄」を作詞した。5番まであり、各番の歌い出しが「与七偉いぞ」のこの唄は、飛田家7代目夫妻が与七の墓の後ろに立てた御影石の碑に刻まれている。
1970年（昭和45年）には反射炉模型の前に、ここで造られた大砲の模型が設置された。大砲模型は、愛郷児童館の開館記念に児童委員の稲野辺勝年が設置したものである。
2004年（平成16年）11月25日、「那珂湊反射炉跡 附那珂湊反射炉資料25点」として茨城県の史跡に指定された。那珂湊反射炉が大島による洋式高炉建設の契機となったことに加え、先人が反射炉跡に復元模型を建て、保存してきたことも史跡指定の際に評価を受けた。名称の通り、反射炉の跡（5,315 m2）だけでなく、飛田与七が残した反射炉に関する資料が附（つけたり）として文化財指定を受けている。県史跡の対象とならなかった飛田の資料は、「那珂湊反射炉飛田家資料」として2003年（平成15年）10月15日にひたちなか市の歴史資料に指定されている。2007年（平成19年）11月30日、経済産業省は「33近代化産業遺産群に係るストーリー」を公表し、「『近代技術導入事始め』海防を目的とした近代黎明期の技術導入の歩みを物語る近代化産業遺産群」を構成する遺産として「水戸藩による事業の関連遺産」を認定、那珂湊反射炉に関するものは「那珂湊反射炉跡及び反射炉模型」と「耐火煉瓦焼成用の登り窯（復元）」が選ばれた。
2015年（平成28年）8月、反射炉模型を白く塗装する改修工事に着手し、同年12月に完了した。これを契機として、2016年（平成28年）1月17日に「反射炉シンポジウム2016」が那珂湊総合福祉センター（しあわせプラザ）で開催された。シンポジウムでは、大島高任の玄孫が那珂湊反射炉の歴史的・文化財的価値について基調講演を行った後、大島の玄孫や飛田与七の弟の子孫らがパネルディスカッションに臨んだ。
2021年（令和3年）3月20日、つくばマルチメディアが運営する「茨城VRツアー」のスポットの1つとして、あづまが丘公園と那珂湊反射炉跡が追加された。地上および上空からVR写真で那珂湊反射炉跡を見ることができる。

### 修身教材「飛田と福井の友情」
第二次世界大戦前の修身の国定教科書には、「友だち」と題した飛田与七と福井仙吉の物語が掲載されていた。煉瓦職人として那珂湊にやってきた福井は「煉瓦の神様」と讃えられるほどの技術者であったが、酒好きが災いし、安政3年（1856年）に酒席で上役と口論になり、江戸藩邸預かりの処分を受けた。この時、竹下清右衛門と飛田は、福井と再び一緒に仕事ができるよう反射炉の近くにある岩間稲荷に祈願した。すると祈りが通じたのか、福井は許されて那珂湊に戻った。戻った福井は断酒し、以前にも増してまじめに働き、苗字帯刀も許された。これを喜んだ竹下・飛田・福井の3人は岩間稲荷に石段を寄進し、竹下は本殿箱棟の板裏にその経緯を記した文章を綴って奉納した。この奉納文は、1921年（大正10年）に再発見されるまで、世に知られていなかった。

## 周辺

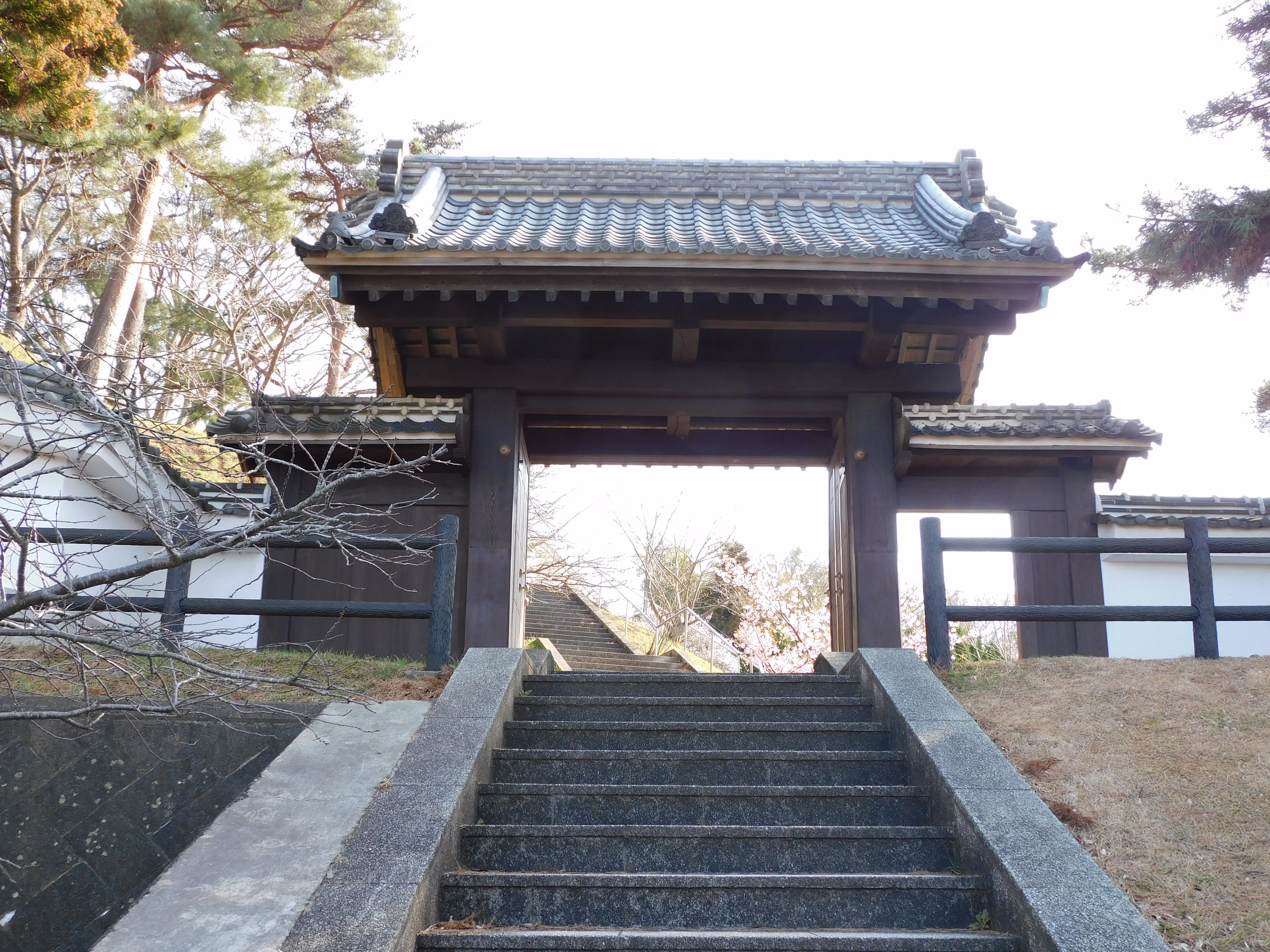
山上門

ひたちなか海浜鉄道湊線那珂湊駅から徒歩10 - 15分、湊公園の北方に位置する。反射炉跡は「あづまが丘公園」（栄町一丁目10番）になっており、その中に反射炉の復元模型がある。園内には、水戸藩の江戸・小石川藩邸にあった山上門（さんじょうもん）が移築されている。山上門は勅使を迎えるための門として建てられ、藤田東湖邸に近かったことから、東湖を訪ねて佐久間象山・橋本左内・西郷隆盛・横井小楠らもこの門をくぐったと伝えられる。明治以降、藩邸が陸軍兵器廠となり、門は放置されていたが、反射炉を復元した深作貞治が払い下げを受けて、反射炉復元の前年・1936年（昭和11年）に那珂湊へ移築された。那珂湊反射炉と関連する文化財に先んじて、山上門は1992年（平成4年）6月25日にひたちなか市指定文化財（建造物）となった。
反射炉跡の付近には、岩間稲荷がある。反射炉建設の安全を祈願するために再建されたことから「反射炉稲荷」の異名があり、安政5年（1858年）、帰藩を前にした竹下清右衛門が、飛田与七・福井仙吉とともに祠を寄進した。そのすぐ近くには、飛田の父・与衛門が本堂を造った西滝不動尊があり、福井が寄進した自然石の手洗鉢が残る。

## 反射炉にちなむもの

### 黒飴
ひたちなか市栄町一丁目にある和菓子店「菓子處 稲葉屋」は、那珂湊反射炉にちなんだ「反射炉のてっぽう玉」という黒飴を製造販売している。同店は三温糖、玉砂糖、黒糖、中双糖の4種類の砂糖を用いて明治創業以来の手作りで製造する。

### 野外劇
東日本大震災で津波被害を受けた那珂湊では、急速な人口減少と高齢化が進んでいる。そこで地域を盛り上げようと野外劇が企画され、関一が1940年（昭和15年）にシナリオを書き、映画化寸前までいった『水戸反射炉の最後』を基にした『湊村反射炉物語―幕末を駆け抜けたある大工の愛の記録―』を上演することが決まった。脚本は毎年ひたちなか市に来ている錦織伊代、演出は水戸芸術館で活動していた黒澤寿方が務めた。役者は住民から公募した22人、茨城女子短期大学表現文化学科とダンスサークルのメンバー18人など合計約50人が務め、2018年（平成30年）8月11日・8月12日の両日に湊公園で上演された。当日は同じひたちなか市内でROCK IN JAPAN FESTIVALも開催されていたが、のべ1,800人が観劇した。